# Технологічний інститут Брунею
Технологічний інститут Брунею ( англ. University of Technology, Brunei  (UTB); Jawi : يونيبرسيتي تيكنولوݢي بروني), є національним університетом в Брунеї, входить в число провідних вищих навчальних закладів країни, а також є одним з найбільших ВНЗ. Він був створений як вищий навчальний заклад у 1986 році. 
В університеті пропонують програми вищого національного диплому в галузі техніки, бізнесу та обчислювальної техніки . Заклад був модернізований до університету в 2008 році, і його назва була змінена з Інституту Технологій Бруней на Університет Текнологій Бруней .

## Історія створення
У листопаді 1980 року директор освіти подав уряду  пропозицію про створення Інституту текнологій Брунею. Він запропонував створити такий заклад, щоб розширити надання технічної освіти в Брунеї-Даруссаламі. Трохи менше ніж через два роки, у лютому 1982 року, пропозиція була прийнята урядом.
Оскільки фізичне створення інституту, як очікувалося, займе певний час, Пусат Латіхан Текнікал Бруней був розроблений і розширений як зародок для інституту
Ближче до пізніших етапів його створення в жовтні 1985 р. Інституту допомагала Лідська політехніка у розробці своєї навчальної програми, відрядженні персоналу, закупівлі книг та обладнання та підборі контрактних працівників у Великій Британії. Не минуло і п'яти місяців, як інститут прийняв перших студентів.

## Дослідження
Дослідницькі зусилля зосереджені на нафті та газі, зелених технологіях та воді.
- Центр транспортних досліджень UTB (CfTR) був створений для проведення дослідницької діяльності, що включає дослідження політики, моделювання транспорту та інтелектуальну транспортну систему, і зосереджується на сферах транспортної безпеки, шосе та геотехніки та дорожнього руху. Щойно створений Центр інноваційної інженерії прагне стати центром міждисциплінарних поступальних досліджень.
- Центр досліджень безпеки дорожнього руху UTB був створений для підтримки політики та розробки стратегії безпеки дорожнього руху за допомогою доказів, дат та рекомендацій, створених дослідженнями.

## Загальний опис
В кампусі Технологічного інституту Брунею проживає близько 2303 студентів та 140 викладачів. Адміністративний штат нараховує близько 110 працівників. 
Він дав 4 483 випускників HND та 128 випускників. Академічні програми пропонують Інженерний факультет, Школа обчислювальної техніки та інформатики та Школа бізнесу.
При університеті діє понад сто наукових лабораторій, в яких працюють не лише брунейські вчені, але і зарубіжні фахівці .
Перелік програм та їх галузей:
- Програми інженерного факультету проводяться у галузі цивільного будівництва, електротехніки та електронної техніки, машинобудування та нафтової та хімічної інженерії.
- Школи обчислювальної техніки та інформатики проводять програми Creative Computing, Computer Information Systems та Computer Network Security.
- Школи бізнес-програм навчаються в галузі економіки, бухгалтерського обліку та менеджменту.
- Центр спілкування, викладання та навчання підтримує викладачі та школи з точки зору володіння мовою студентів та розвитку м'яких навичок.

## Факультети та академічні програми

### Інженерний факультет: Будівництво
- Бакалавр технічних наук (з відзнакою) у галузі цивільного будівництва
- Бакалавр технічних наук (з відзнакою) у галузі цивільного та будівельного будівництва

### Інженерний факультет: Електрична та електронна інженерія
- Бакалавр технічних наук (з відзнакою) в галузі електротехніки та електроніки
- Бакалавр технічних наук (з відзнакою) в галузі мехатроніки

### Інженерний факультет: машинобудування
- Бакалавр технічних наук (з відзнакою) з машинобудування

### Інженерний факультет: Нафтохімічне машинобудування
- Бакалавр технічних наук (з відзнакою) з нафтової техніки - чітка програма (2 + 2) в Університеті Нового Південного Уельсу, Австралія
- Бакалавр технічних наук (з відзнакою) з хімічної інженерії

### Школа бізнесу УТБ
- Бакалавр бізнесу (з відзнакою) у галузі фінансів та управління ризиками
- Бакалавр бізнесу (з відзнакою) в галузі бухгалтерського обліку та інформаційних систем
- Бакалавр бізнесу (з відзнакою) в галузі маркетингу та інформаційних систем
- Бакалавр бізнесу (з відзнакою) в галузі прикладної економіки та фінансів
- Бакалавр бізнесу (з відзнакою) в галузі ділових інформаційних систем
- Бакалавр бізнесу (з відзнакою) в галузі управління технологіями
- Бакалавр бізнесу (з відзнакою) в галузі ділових інформаційних систем (за сумісництвом)

### Школа обчислювальної техніки та інформатики
- Бакалавр наук (з відзнакою) у галузі цифрових медіа
- Бакалавр наук (з відзнакою) у галузі творчих мультимедіа
- Бакалавр наук (з відзнакою) в галузі обчислень в Інтернеті
- Бакалавр наук (з відзнакою) в галузі обчислювальної техніки
- Бакалавр наук (з відзнакою) з обчислень з аналітикою даних
- Бакалавр наук (з відзнакою) в галузі комп'ютерних мереж та безпеки
- Бакалавр наук (з відзнакою) в галузі Інтернет-обчислень (за сумісництвом)

### Школа прикладних наук та математики
- Бакалавр наук (з відзнакою) з прикладної математики та економіки
- Бакалавр наук (з відзнакою) з харчової науки та технологій

### Центр спілкування, викладання та навчання
Центр відповідає потребам мови та програмних навичок Інженерного факультету, Школи бізнесу UTB, Школи обчислювальної техніки та інформатики та Школи прикладних наук та математики в UTB. Навички спілкування призначені для підготовки студентів до спілкування в письмовій та усній формі в діловому або інженерному середовищі. Студенти вчаться за допомогою інтерактивних відеороликів, моделювання та практичних занять про те, як бути кращими комунікаторами.
- Мовна частина, де пропонуються курси арабської, корейської, японської, малайської та мандаринської мов.
- Підрозділ "Мелаю Іслам Бераджа" є обов'язковим підрозділом для кожного студента університету.

## Досягнення та премії
- Премія Азії за найкращу бізнес-школу та лідерство на регіональній премії в Сінгапурі (2010)

## Зовнішні посилання
- Офіційний вебсайт Universiti Teknologi Бруней

1. ↑  https://aunsec.org/discover-aun/membership
2. ↑  Брунейский Технологический институт. Описание места. RuTraveller — ваш online-путеводитель по городам и странам (рос.). Процитовано 23 листопада 2020.